# Syzygium potamicum
Syzygium potamicum là một loài thực vật có hoa trong Họ Đào kim nương. Loài này được Kosterm. miêu tả khoa học đầu tiên năm 1981.